# Quintus Claudius Quadrigarius
Quintus Claudius Quadrigarius est un historien romain du début du Ier siècle av. J.-C., auteur d'une histoire romaine en 23 livres au moins, dont le récit commençait à la prise de Rome par les Gaulois (390 av. J.-C.) et allait jusqu'à l'époque de Sylla (au moins jusqu'en 82 av. J.-C.).

## Vie et œuvre
Dans sa liste d'historiens de De legibus, I, 2 (texte qui date de 51 av. J.-C.), Cicéron situe « Clodius » dans la génération postérieure à celle de Lucius Coelius Antipater, avec Gnaeus Gellius et Sempronius Asellio, et avant Caius Licinius Macer. Velleius Paterculus (II, 9) le présente comme un contemporain de Lucius Cornelius Sisenna († 67 av. J.-C.) et de Valerius Antias.
Son ouvrage n'a pas été conservé et n'est connu que par quatre-vingt-seize fragments glanés chez des auteurs postérieurs. Il est souvent cité par Tite-Live, qui le nomme parfois seulement Claudius, et par Aulu-Gelle, qui discute d'anecdotes ou de tournures de langage de sa narration, ainsi que par Sénèque, sur une anecdote survenue lors du siège de Grumentum. Il est plus souvent cité pour sa langue et son style (par Aulu-Gelle, Macrobe, Priscien...) que pour le contenu historique de son œuvre (seulement 16 citations sur 96, par Tite-Live, Sénèque et Orose).
Tite-Live parle à deux reprises (XXV, 39 et XXXV, 14) d'un historien « Claudius » qui avait traduit du grec en latin des Annales de Gaius Acilius. On suppose en général que c'est le même. Au début de la Vie de Numa Pompilius (I, 2), Plutarque attribue à « un certain Clodius » (Klôdios tis) un ouvrage intitulé Discussion des temps (Elegchos chronôn), où il soutenait que les anciennes archives romaines (anagraphai) avaient été détruites par les Gaulois en 395 av. J.-C. et que tous les documents antérieurs allégués étaient des faux ; si c'est le même Claudius, cette opinion pourrait expliquer qu'il ait commencé son récit par l'invasion gauloise.
Ses fragments ont été publiés à la suite du Salluste de Sigebert Havercamp (Amsterdam, 1742), et dans les Fragmenta veterum historicorum romanorum d'August Krause (Berlin, 1833).

## Édition
- Martine Chassignet (éd.), L'Annalistique romaine, t. III : L'Annalistique récente. L'Autobiographie politique (fragments), Paris, Les Belles Lettres, 2004.